# Pteropus livingstonii
El murciélago frugívoro de Livingstone (Pteropus livingstonii) es una especie de murciélago megaquiróptero de la familia Pteropodidae.

## Distribución geográfica
Es endémica de las Comoras.